# Innowacyjne Regiony Europy
Innowacyjne Regiony Europy (ang. Innovating Regions in Europe - IRE) to sieć zainicjowana przez Komisję Europejską w 1996 roku, mająca na celu wsparcie regionów w realizacji polityki innowacji, wymiany doświadczeń pomiędzy regionami, w tym szczególnie w zakresie budowania regionalnych strategii innowacji.
Wszyscy członkowie sieci IRE definiują innowacje, jako priorytet rozwoju i włączają go w program rozwoju regionu. W efekcie, sieć otwarta jest dla każdego regionu z Europy, który koncentruje swe działania na podnoszeniu zdolności innowacyjnej na rzecz rozwoju biznesu. Członkami sieci IRE są konsorcja instytucji regionalnych, agencji rozwoju, instytucji otoczenia biznesu, uniwersytetów i centrów badawczych.
Sieć obejmuje obecnie 235 regionów z 30 krajów, nie tylko z krajów Unii Europejskiej, ale również Islandii, Norwegii, Szwajcarii.
Obecnie wśród członków Sieci IRE znajduje się czternaście z szesnastu polskich regionów. Jedynie lubuskie i świętokrzyskie nie uczestniczą w sieci IRE.